# Zimiromus piura
Zimiromus piura är en spindelart som beskrevs av Norman I. Platnick och Mohammad U. Shadab 1976. Zimiromus piura ingår i släktet Zimiromus och familjen plattbuksspindlar.
Artens utbredningsområde är Peru. Inga underarter finns listade i Catalogue of Life.